# Monastère de Dobrićevo
Le monastère de Dobrićevo (en serbe cyrillique : Манастир Добрићево ; en serbe latin : Manastir Dobrićevo) est un monastère orthodoxe serbe situé en Bosnie-Herzégovine, sur le territoire du village d'Orah et dans la municipalité de Bileća. Fondé en 1232, il est inscrit sur la liste des monuments nationaux de Bosnie-Herzégovine.

## Localisation

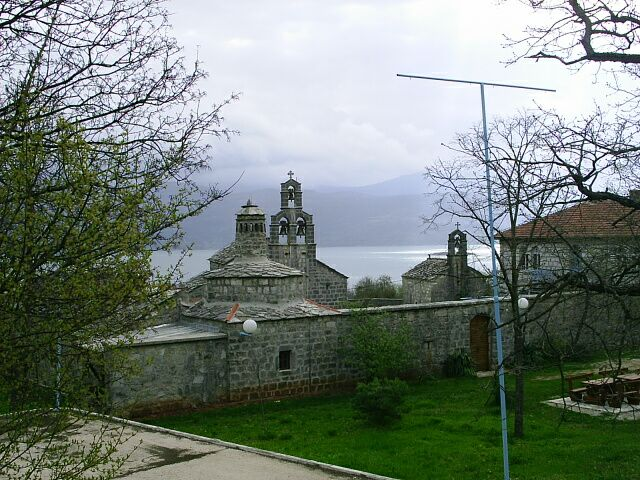
Autre vue du monastère